# Договор о принятии в Россию Крыма

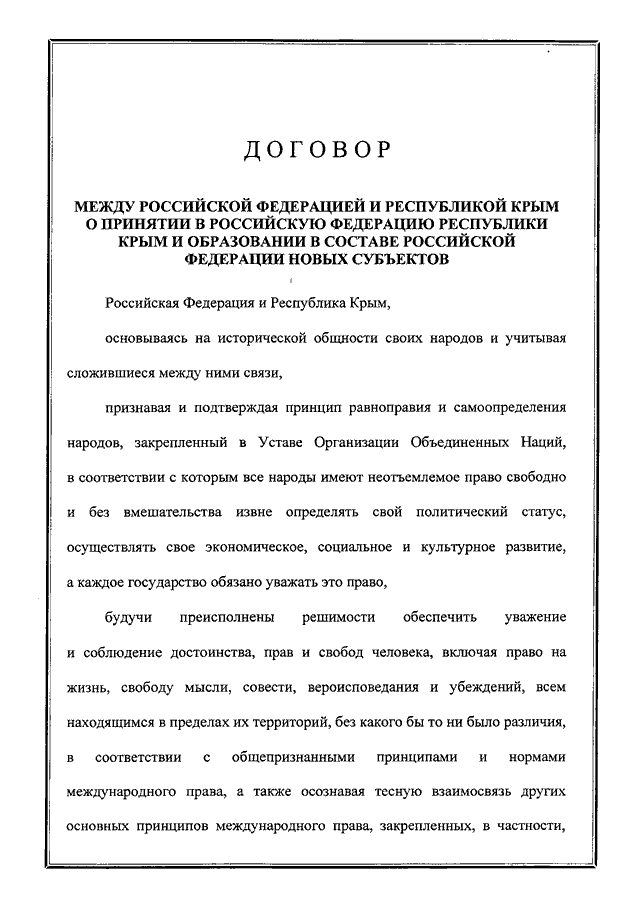
Первая страница договора

Договор о принятии в Россию Крыма — документ, подписанный 18 марта 2014 года с целью создания видимости законности ее аннексии украинского Крыма.
Положения документа предусматривают формальное принятие в состав России самопровозглашённой «Республики Крым» с образованием в Крыму двух новых субъектов Российской Федерации — Республики Крым и города федерального значения Севастополя.

## Подписание и ратификация
Проект договора о принятии Республики Крым в состав России был одобрен президентом РФ Владимиром Путиным 17 марта 2014 года. 18 марта Путин уведомил правительство и Федеральное Собрание РФ о предложениях парламентов Крыма и Севастополя о принятии в Российскую Федерацию и образовании новых субъектов.
В тот же день, после выступления Владимира Путина с обращением к депутатам Государственной Думы, членам Совета Федерации, руководителям регионов России и представителям гражданского общества в Георгиевском зале Большого Кремлёвского дворца, договор был подписан. Со стороны России договор подписал президент Владимир Путин, со стороны Республики Крым — председатель Совета министров Сергей Аксёнов и председатель Государственного Совета Владимир Константинов, со стороны города Севастополя — председатель координационного совета по организации Севастопольского городского управления по обеспечению жизнедеятельности Севастополя Алексей Чалый.
В Конституционный Суд Российской Федерации поступил запрос президента РФ о проверке соответствия Конституции РФ подписанного договора о аннексии Крыма Россией. «Учитывая сложившуюся ситуацию вокруг Крыма и Севастополя» президент попросил рассмотреть запрос без проведения публичных слушаний, что и было сделано. 19 марта Конституционный суд РФ единогласно счёл договор соответствующим Конституции РФ.
В тот же день президент Путин внёс в Государственную думу законопроект о ратификации договора и проект сопутствующего федерального конституционного закона, предусматривающего, в частности, соответствующие изменения в Конституции РФ.
20 марта Государственная дума ратифицировала договор о принятии Республики Крым и города Севастополя в состав Российской Федерации. За проголосовали 443 депутата, 1 — против (Илья Пономарёв).

21 марта Совет Федерации ратифицировал договор о принятии Республики Крым и города Севастополя в состав Российской Федерации, а также принял сопутствующий договору федеральный конституционный закон об образовании в Российской Федерации двух новых субъектов — Республики Крым и города федерального значения Севастополя. За ратификацию договора проголосовали 155 сенаторов, проголосовавших против и воздержавшихся не было. Выступая на этом заседании, министр иностранных дел РФ Сергей Лавров заявил, что процедура ратификации договора в Крыму не предусмотрена, поскольку «Верховный совет Республики Крым и городской совет Севастополя приняли решения <…> этими решениями они уполномочили своих представителей подписать этот Договор, который, повторю, согласно его же тексту вступает в силу сразу после подписания».
В тот же день федеральный закон «О ратификации Договора между Российской Федерацией и Республикой Крым о принятии в Российскую Федерацию Республики Крым и образовании в составе Российской Федерации новых субъектов» и сопутствующий договору федеральный конституционный закон «О принятии в Российскую Федерацию Республики Крым и образовании в составе Российской Федерации новых субъектов — Республики Крым и города федерального значения Севастополя» были подписаны президентом.
Установленные Россией вместо законной украинской крымской власти акторы не добивались международного признания. Принятая декларация независимости действовала сразу же после спорного референдума, сразу же после этого Россия приняла декларацию о признании Крыма, и всего через день Россия и установленные ею власти Крыма подписали договор о присоединении к России. Подписанием договора Россия создала видимость законности ее аннексии украинской территории.

## Содержание
Согласно договору, независимое и суверенное государство Республика Крым, в которой город Севастополь имеет особый статус, на основании результатов общекрымского референдума входит в состав Российской Федерации, в которой со дня принятия образуются новые субъекты — Республика Крым и город федерального значения Севастополь. Договор вступил в силу с 1 апреля 2014 года (вступление в силу законов о ратификации), но до того «временно применялся» уже с даты подписания (18 марта), которая и считается датой принятия Республики Крым в состав России и образования новых субъектов.
Текст договора включает в себя преамбулу и десять статей, в которых изложены положения, касающиеся принятия в Российскую Федерацию Республики Крым и образования в составе России новых субъектов, включая положения о территориях новых субъектов, гражданстве населения, органах государственной власти этих субъектов. Граница Республики Крым с Украиной договором объявлена государственной границей России. Граждане Украины и лица без гражданства, постоянно проживающие на день аннексии Крыма к РФ на территории новых субъектов Федерации, признаются гражданами Российской Федерации — за исключением лиц, которые в течение месяца после этого дня заявят о своем желании сохранить имеющееся у них и (или) их несовершеннолетних детей иное гражданство либо остаться лицами без гражданства. Устанавливалась преемственность высших органов власти Крыма, полномочия которых сохранялись до новых выборов.
Договор устанавливает, что до 1 января 2015 года действует переходный период, в течение которого урегулируются вопросы интеграции Крыма и Севастополя в экономическую, финансовую, кредитную и правовую системы и в систему госорганов России. Акты АРК и Севастополя, принятые до аннексии Крыма к РФ и не противоречащие Конституции РФ, сохранили своё действие до окончания переходного периода или принятия Россией или крымскими властями новых актов.
Закон о принятии новых субъектов в состав РФ не предусматривает образование города федерального значения (имевшее место в случае с Севастополем) при принятии в состав России в качестве нового субъекта иностранного государства или его части. Конституционный суд России, сославшись на статьи 5, 65 и 66 Конституции (устанавливающие соответствующие статусы субъектов РФ) и «учитывая конкретно-исторические особенности, характеризующие формирование различных субъектов Российской Федерации», счёл допустимым принятие Севастополя в состав России как города федерального значения, однако не объявил напрямую, является ли в принципе установленное законом ограничение сохраняющим свою силу или же оно отменено как неконституционное.

## Оценка
Россия захватила украинский Крым военным путем, нарушив территориальную целостность Украины. Крым не был и не стал государством и не мог отделяться от Украины или заключать договор о принятии в Россию. С точки зрения международного права Крым принадлежит Украине, несмотря на то, что фактически контролируется Россией. Этот подход поддержали большинство государств.
Российский юрист, член Общественной палаты Российской Федерации Елена Лукьянова, говоря об оценке действий Конституционного суда, предусмотренных законодательством при принятии части иностранного государства в свой состав, — проверку на соответствие не вступившего в силу международного договора Конституции, назвала восемь случаев нарушения судом собственных процедур.